# La Mata de los Olmos
La Mata de los Olmos település Spanyolországban, Teruel tartományban. La Mata de los Olmos Alloza, Los Olmos, Berge, Molinos, Gargallo és Crivillén községekkel határos. Lakosainak száma 271 fő (2024).

## Népesség
A település népessége az utóbbi években az alábbiak szerint változott:
| Lakosok száma | 255  | 267  | 264  | 271  | 281  | 268  | 272  | 257  | 270  | 271  |
|               | 2001 | 2004 | 2007 | 2009 | 2012 | 2014 | 2017 | 2019 | 2022 | 2024 |